# Percy Jackson & the Olympians: The Lightning Thief
Percy Jackson & the Olympians: The Lightning Thief is een Amerikaanse fantasy/avonturenfilm uit 2010, geregisseerd door Harry Potter-regisseur Chris Columbus en uitgegeven door Twentieth Century Fox. De film is gebaseerd op het boek De Bliksemdief van Rick Riordan, het eerste deel in een serie van vijf. De hoofdrol werd vertolkt door Logan Lerman.

## Verhaal
Percy Jackson (Logan Lerman) ontdekt dat hij de zoon is van Poseidon (Kevin McKidd), een Griekse god. Samen met zijn vrienden Annabeth Chase (Alexandra Daddario) en Grover (Brandon T. Jackson) gaat hij op queeste om de gestolen bliksemschicht van Zeus (Sean Bean) terug te vinden en naar Olympus te brengen, en dit allemaal vóór de zomerzonnewende. Alleen op die manier kunnen ze een oorlog tussen de goden voorkomen.

## Rolverdeling
| Acteur               | Personage            | Opmerkingen                                 |
| -------------------- | -------------------- | ------------------------------------------- |
| Hoofdpersonen        |                      |                                             |
| Logan Lerman         | Percy Jackson        | protagonist en zoon van Poseidon            |
| Alexandra Daddario   | Annabeth Chase       | Dochter van Athena                          |
| Brandon T. Jackson   | Grover Underwood     | Beschermer van Percy Jackson                |
| Jake Abel            | Luke Castellan       | Zoon van Hermes                             |
| Goden                |                      |                                             |
| Sean Bean            | Zeus                 | Oppergod, god van de hemel                  |
| Kevin McKidd         | Poseidon             | God van de zee                              |
| Steve Coogan         | Hades                | God van de onderwereld                      |
| Melina Kanakaredes   | Athena               | Godin van de wijsheid en oorlogsstrategie   |
| Dylan Neal           | Hermes               | God van de handel en de dieven              |
| Rosario Dawson       | Persephone           | Godin van het voorjaar                      |
| Erica Cerra          | Hera                 | Oppergodin, godin van het huwelijk          |
| Stefanie von Pfetten | Demeter              | Godin van de landbouw en de vruchtbaarheid  |
| Dimitri Lekkos       | Apollo               | God van de kunst, profetieën en de zonnegod |
| Ona Grauer           | Artemis              | Godin van de jacht en de maan               |
| Serinda Swan         | Aphrodite            | Godin van de liefde                         |
| Marielle Jaffe       | Aphrodite            | Godin van de liefde                         |
| Conrad Coates        | Hephaestus           | Godensmid en god van het vuur en de smeden  |
| Ray Winstone         | Ares                 | God van de oorlog                           |
| Luke Camiller        | Dionysus             | God van de wijn                             |
| Mythische wezens     |                      |                                             |
| Uma Thurman          | Medusa               |                                             |
| Pierce Brosnan       | Cheiron              |                                             |
| Maria Olsen          | Mevrouw Dodds/Alecto |                                             |
| Julian Richings      | Charon               |                                             |
| Chelan Simmons       | the Lotus Eater      |                                             |
| Overige personages   |                      |                                             |
| Catherine Keener     | Sally Jackson        | Moeder van Percy                            |
| Joe Pantoliano       | Gabe Ugliano         | Stiefvader van Percy                        |